# Georges Fradier
Georges Fradier est un journaliste et écrivain français né à Saint-Symphorien-d'Ozon le 9 juin 1915 et mort à Saint-Mandé le 7 mars 1985. Auteur de plusieurs ouvrages personnels dont trois romans, il est surtout connu pour ses traductions de l'anglais. Il a été le traducteur attitré d'Arthur Koestler, qui lui a exprimé sa reconnaissance en lui dédiant The Roots of Coincidence (1972).

## Biographie
Membre de l'UNESCO à partir de 1949, il travaille en particulier à la mise en valeur du site archéologique de Carthage.